# Andrés Stanovnik
Andrés Stanovnik OFM Cap. (ur. 15 grudnia 1949 w Buenos Aires) – argentyński duchowny katolicki, arcybiskup Corrientes w latach 2007–2025.

## Życiorys
Święcenia kapłańskie otrzymał 2 września 1978 w zakonie kapucynów. Po święceniach został mistrzem nowicjatu, zaś w 1981 wybrano go definitorem prowincjalnym argentyńskich kapucynów. Rok później został także kierownikiem Ruchu Młodzieży Franciszkańskiej. W 1987 otrzymał funkcję wikariusza prowincjalnego. W 1992 wyjechał do Rzymu na studia z teologii duchowości. Tam w 1994 został wybrany definitorem generalnym zakonu.

### Episkopat
30 października 2001 został mianowany biskupem diecezji Reconquista. Sakry biskupiej udzielił mu 16 grudnia 2001 kard. Jorge Bergoglio.
27 września 2007 papież Benedykt XVI mianował go arcybiskupem Corrientes. Ingres odbył się 15 grudnia 2007. 22 lutego 2025 papież Franciszek przyjął jego rezygnację z pełnionego urzędu.
W latach 2004–2007 był sekretarzem generalnym, a następnie II wiceprzewodniczącym CELAM (2007-2011).